# Anything's Possible (скульптура)
Anything's Possible публічний експонат художниці Лінди Серрао, розташований на стадіоні Леві в Санта-Кларі, Каліфорнія, США. Anything's Possible це дві бронзові фігури великих за розміром, виготовлені замовлення міста Санта-Клара. 
В інсталяції зображено 7 'Quarterback, що готується передати пас молодому вболівальнику.
Робота була замовлена та встановлена на святкуванні Super Bowl 50, яке відбулося на стадіоні Леві в Санта-Кларі в 2016 році. Дизайн був створений у відповідь на девіз міста "Центр де все можливе", і являє мрію шанувальників грати з зірками.